# Pogrzebacz Wittgensteina
Pogrzebacz Wittgensteina. Opowieść o dziesięciominutowym sporze między dwoma wielkimi filozofami – książka z 2001 roku autorstwa dwóch dziennikarzy brytyjskich Davida Edmondsa i Johna Eidinowa. Dotyczy sporu z udziałem trzech filozofów: Karla Poppera, Ludwiga Wittgensteina i Bertranda Russella. Książka stała się bestsellerem i miała entuzjastyczne recenzje. Praca jest rekonstrukcją sporu między filozofami. Pojedynek filozofów jest przyczynkiem do opowiedzenia fragmentarycznej historii XX-wiecznej filozofii i przedstawienia biografii dwóch uczestników tego sporu.

## Treść
W piątkowy wieczór 25 października 1946 roku Klub Nauk Moralnych Uniwersytetu Cambridge miał jedno ze swych regularnych zebrań. Tego wieczoru zaproszonym prelegentem był dr Karl Popper, który przyjechał z Londynu, aby wygłosić odczyt „Czy istnieją problemy filozoficzne?". Wśród słuchaczy znajdował się przewodniczący Klubu Nauk Moralnych Ludwig Wittgenstein, wówczas profesor filozofii. Obecny był też Bertrand Russell. Był to jedyny przypadek, gdy ci trzej wielcy filozofowie: Russell, Wittgenstein i Popper - znaleźli się jednocześnie w tym samym miejscu i czasie. Doszło do wymiany zdań między Popperem i Wittgensteinem na temat podstawowej natury filozofii - czy rzeczywiście istnieją problemy filozoficzne (Popper), czy po prostu tylko łamigłówki językowe (Wittgenstein). Według jednej z wersji wydarzeń, Popper i Wittgenstein toczyli bój o przewagę w dyskusji z rozżarzonymi pogrzebaczami w dłoniach.